# Elisha D. Cullen
Elisha Dickerson Cullen, född 23 april 1799 i Millsboro, Delaware, död 8 februari 1862 i Georgetown, Delaware, var en amerikansk politiker (knownothings). Han representerade delstaten Delaware i USA:s representanthus 1855-1857.
Cullen studerade vid College of New Jersey (numera Princeton University). Han studerade sedan juridik och inledde 1821 sin karriär som advokat i Georgetown, Delaware.
Cullen besegrade sittande kongressledamoten George R. Riddle i kongressvalet 1854. Han ställde upp för omval efter en mandatperiod i representanthuset men besegrades av demokraten William G. Whiteley.
Cullen avled 1862 och gravsattes på Lewes Presbyterian Church Cemetery i Sussex County.